# Mark Gerban
Mark Gerban, auch Marc Gerban (* 30. November 1979 in Philadelphia, Pennsylvania), ist ein ehemaliger US-amerikanisch-palästinensischer Ruderer, der für die Palästinensischen Autonomiegebiete antrat. Seine beste Platzierung im Leichtgewichts-Einer erreichte Gerban bei den Weltmeisterschaften 2007 in München mit Platz 16.

## Schul- und Ausbildung
Von 1994 bis 1998 besuchte Gerban die Lower Merion High School in Ardmore, Pennsylvania. 2003 absolvierte er als sogenannter Triple-Dur von der Drexel University in den Fächern Production Operations Management, Economics, und International Business. Nach seinem Abschluss des Studiums war Gerban für zwei Jahre bei der CIGNA Corporation angestellt.
Während seiner Highschool-Jahre nahm Gerban an Wettbewerb im Schwimmsport teil. Dank seiner Erfolge in dieser Sportart erhielt er ein Sport-Stipendium von der Drexel University. Neben der Schwimmsaison war Gerban auch erfolgreich im Rudersport aktiv. Er gewann unter anderem bei der Royal Canadian Henley Regatta und wurde 2003 US National Champion im Leichtgewichts-Doppelzweier. Von seinen Teampartnern wurde Gerban zum Vertreter des Student Athletic Advisory Board (SAAB) an der Drexel-Universität gewählt.

## Ruderkarriere
Ab 2005 startete Gerban für die palästinensischen Autonomiegebiete im Rudersport. Ab Juni 2005 trainierte Gerban unter Anleitung der deutschen Trainer Martin Strohmenger und Rita Hendes zunächst in Marburg, ab November 2005 in Hamburg bei der Ruder-Gesellschaft Hansa in einer Trainingsgruppe der deutschen Ruder-Nationalmannschaft. In dieser Zeit wurde er vor allem von Iradj El-Qalqili vom Palästinensischen Ruderverband begleitet und unterstützt. Er startete bei sieben Regatten des Ruder-Weltcups, zweimal bei den Weltmeisterschaften (2005 und 2007), sowie bei der asiatischen Qualifikationsregatta zu den Olympischen Sommerspielen 2008. Die Qualifikation gelang ihm allerdings nicht.

## Diskriminierung und Ungleichheit
Während seiner Studienzeit an der Drexel University schrieb Gerban Artikel für die Universitäts-Zeitung The Triangle, welche vom Israelisch-Palästinensischen Konflikt und seiner persönlichen Einschätzung auf Grund seiner halb jüdischen und halb palästinensischen Herkunft beruhten. Seine Artikel fanden nicht nur positiven Anklang, sondern wurden auch als „pro-palästinensisch“ bewertet und ihm wurden „antisemitische Äußerungen“ unterstellt Gerbans Artikel und vor allem die unterschiedlichen Reaktionen darauf veranlassten die israelische Botschaft, Maßnahmen zu ergreifen. Sie organisierte eine öffentliche Debatte auf dem Gelände der Drexel-Universität, auf der Gerbans Argumentation widerlegt werden sollte. The Jewish Exponent veröffentlichte einen Gastbeitrag aus dieser Debatte von Daniel Pipes, welcher Gerbans Artikel als „das literarische Äquivalent der Selbstmord-Bomber“ und „unvernünftigen und aggressiv mit einer letztlich mörderischen Absicht“ kommentierte.
Gerban, der keine Möglichkeit bekam, an der Debatte persönlich teilzunehmen, reagierte auf Pipes’ Vorwürfe mit einem weiteren Artikel, den er mit folgenden Worten abschloss:

„Ich bin davon überzeugt, dass Palästinenser und Israelis miteinander und friedlich leben können - meine Familie ist der beste Beweis. Erforderlich hierzu ist die richtige politische Führung mit Vorbildfunktion, richtigen und ehrlichen Absichten und dem Willen zum Kompromiss. Sie dürfen nicht vergessen, dass wenn eine militärische Macht wie die Israels weiterhin einen derartigen Druck auf ein Volk wie die Palästinenser ausübt - von denen die meisten ihrer Angehörigen fast nichts mehr zu verlieren haben – wir leider auch in Zukunft mit einer ansteigenden Zahl von bewaffneten Kämpfern, die auch zu den schmutzigsten Mitteln wie Selbstmordattentate etc. greifen, rechnen müssen. Je mehr ich mich mit dem Nahostkonflikt beschäftigt habe, umso mehr hat sich meine Sicht der Dinge verändert und mich dazu bewogen, immer beide Seiten der Medaille zu beleuchten.
Ich bin davon überzeugt, dass der Nahostkonflikt friedlich gelöst werden kann, jedoch unter der Voraussetzung, dass Israelis und Palästinenser beide ihre Differenzen objektiv betrachten und beiseite legen - bevor es zu spät ist.“

Da seine Artikel Aufsehen erregten und eine öffentliche Debatte verursachten, wuchs Gerbans Interesse an der Palästinenserfrage. Die Debatte bestärkte Gerban auch darin, Palästina im Rudersport international zu vertreten.